# Lucy Stone
Lucy Stone (13 agosto 1818 – 1893) è stata un'attivista statunitense, nota come pioniera dei diritti delle donne.
Fu inoltre legata, come altre antesignane del femminismo americano, al movimento vegetariano.
Ebbe una figlia che proseguì le sue attività, e pubblicò nel 1930 una biografia su di lei, Alice Stone Blackwell, avuta da Henry Browne Blackwell.